# 箭耳假福王草
箭耳假福王草（学名：Paraprenanthes sagittiformis）为菊科假福王草属的植物，为中国的特有植物。分布于中国大陆的云南等地，生长于海拔2,500米至2,700米的地区，一般生于山杂木林下，目前尚未由人工引种栽培。